# Мінерали селену
Мінерали селену — відомо 40 мінералів селену: мінерали групи лінеїту (селеніди Co, Cu, Ni); гуанахуатит Bi2Se3, доунеїт SeO, фероселіт FeSe2 (68—72 %), клаусталіт PbSe (27—28 %), блокіт NiSe (68 %), науманіт Ag2Se (23—29 %) та ін.
Інші мінерали з вмістом селену:
- селенобісмутит (бісмутин, що містить до 9 % Se, син. — гуанагуатит),
- селеноваесит (ваесит NiS2 з 13,7—19,7 % Se),
- селенозигеніт (зигеніт селенистий — зигеніт (Co, Ni)3S4, що містить до 12 % Se і до 4 % Те),
- селенокобеліт (кобеліт селенистий — кобеліт Pb6FeBi4Sb2S16, що містить до 6 % Se),
- селенокозаліт (козаліт селенистий — козаліт Pb2Bi2S5, що містить до 7 % Se),
- селенокуприт (берцеліаніт),
- селенолінеїт (лінеїт селенистий),
- селеноліт (оксид селену ланцюжкової будови, SeO2),
- селенопаладій (алопаладій — гексагональна модифікація паладію з родовищ селенових руд Тількероде та ін. родовищ Гарцу, ФРН),
- селеносірка (сірка селениста),
- селенотелур (ярозит селенистий).